# Cantaloupe-Melone
Die Cantaloupe-Melone (Cucumis melo var. cantalupensis), auch Cantaloup oder Kantalupe geschrieben, ist eine Varietät der Zuckermelone (Cucumis melo L.), die botanisch in die Gattung der Gurken (Cucumis) eingeordnet wird. In Deutschland werden auch die Bezeichnungen Warzen- oder Zuckermelone verwendet.
Für die Cantaloupe-Melone ist orangefarbenes Fruchtfleisch und eine beige- bis hellbraune Schale charakteristisch. Cantaloupe-Melonen haben in der Regel einen Durchmesser zwischen sieben und zwölf Zentimetern. Sie sind reich an Ballaststoffen, Vitamin C und β-Carotin.

## Ursprung
Die Cantaloupe-Melone wurde vor ca. 5000 Jahren im Iran angebaut, vor etwa 4000 Jahren im östlichen Mittelmeer (Griechenland, Ägypten).
Etwa 1700 wurde sie in Cantalupo in Sabina (namensgebend), einem kleinen Fürstentum nördlich von Rom, aus Samen gezogen, die aus Armenien stammten. 1739 wurde sie erstmals in England kultiviert.

## Varianten
- Die Charentais-Melone ist glattschalig. Sie wird fast ausschließlich in Frankreich angebaut; eine besondere Zuchtform ist die Cavaillon-Melone.
- Die in Nordamerika vorherrschende Variante ist rund mit kräftig netzartig überzogener brauner Schale und festem orangefarbenem Fleisch, leicht süß schmeckend.[5]

## Hygiene
Da die netzartige Schale der Cantaloupe-Melone (besonders der nordamerikanischen Variante) Bakterien wie Salmonellen tragen kann, sollte die Melone nach Anschneiden nicht länger als drei Tage im Kühlschrank aufbewahrt werden.